# Медаль «В память царствования Императора Николая I» для воспитанников учебных заведений
Медаль «В память царствования Императора Николая I» для воспитанников учебных заведений — государственная награда, памятная медаль Российской империи.

## Основные сведения
Медаль «В память царствования Императора Николая I» для воспитанников учебных заведений — медаль Российской империи для награждения лиц, обучавшихся в учебных заведениях на момент смерти Николая I. Медаль учреждена 29 октября (10 ноября) 1896 года по указу императора Николая II в ознаменование 100-летнего юбилея со дня рождения Николая I.

## Порядок вручения
Медалью награждались лица, обучавшиеся в военных учебных заведениях на момент смерти Николая I и не имевшие права на ношение медали «В память царствования Императора Николая I». В 1897-1898 году рядом указов право на награждение медалью также распространилось на обучавшихся в учебных заведениях, подготовливавших персонал для ряда военизированных ведомств: горного, межевого, путей сообщения.

## Описание медали
Медаль сделана из светлой бронзы. Диаметр 28 мм. На лицевой стороне медали изображён портрет Николая I в профиль. Вдоль бортика по окружности располагалась надпись: «НИКОЛАЙ I ИМПЕРАТОРЪ И САМОД.ВСЕРОСС.». На оборотной стороне медали в центре в две строчки располагалась надпись: «В.У.З. ВЪ ПАМЯТЬ». Вдоль бортика дугой две надписи, разграниченные декоративными розетками: вверху — «ВОСПИТАННИКАМЪ», внизу — «О НЕЗАБВЕННОМЪ БЛАГОДѢТЕЛѢ».
Основной тираж изготовлен на Санкт-Петербургском монетном дворе в период 1896—1897 годов. Существуют варианты медали, что связано с тем, что допускалось изготовление медали частными мастерскими. Разные варианты могут несколько отличаться деталями изображения.

## Порядок ношения
Медаль имела ушко для крепления к колодке или ленте. Носить медаль следовало на груди, только на мундире или виц-мундире. Носить полагалось левее всех ранее учреждённых медалей, за исключением медали «За походы в Средней Азии 1853—1895». Лента медали — комбинированная Александровско-Владимирская.

## Изображение медали

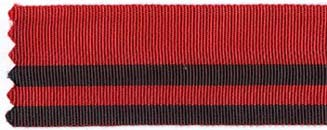
Лента